# Saison 2008-2009 du Limoges CSP Élite
La saison 2008-2009 est la troisième du CSP Limoges en Pro B depuis le dépôt de bilan de 2004.
| Numéro | Nom                                                                           | Né en    | Taille | Nationalité | Poste |
| 4      | Adam Harrington // Quitte le club le 22 avril 2009                            | 05/07/80 | 1,96 m | États-Unis  | 3     |
| 5      | Darnell Hinson                                                                | 05/05/80 | 1,84 m | États-Unis  | 1/2   |
| 6      | Lucas Durand                                                                  | 24/04/90 | 1,92 m | France      | 2/3   |
| 8      | Mathieu Tensorer                                                              | 05/05/83 | 1,98 m | France      | 3     |
| 9      | Daniel Oyono                                                                  | 20/01/83 | 1,96 m | France      | 5     |
| 10     | François Renaux                                                               | 03/10/82 | 1,94 m | France      | 2/3   |
| 11     | Alhaji Mohammed                                                               | 24/03/79 | 1,92 m | Ghana       | 2     |
| 12     | Vincent Mouillard                                                             | 20/12/81 | 1,87 m | France      | 1     |
| 13     | Aurélien Salmon                                                               | 16/02/87 | 2,03 m | France      | 4     |
| 14     | Steffon Bradford                                                              | 07/12/77 | 1,98 m | États-Unis  | 5     |
| 14     | Scott Emerson                                                                 | 21/12/80 | 2,06 m | États-Unis  | 4     |
| 15     | Yassin Idbihi                                                                 | 24/07/83 | 2,08 m | Allemagne   | 4/5   |
| 16     | Xane d'Almeida                                                                | 21/01/83 | 1,83 m | France      | 1     |
| 18     | Johan Passave-Ducteil                                                         | 24/06/84 | 2,00 m | France      | 5     |
|        | Christophe Humbert // Contrat de "pigiste médical" terminé le 28 octobre 2008 | 07/08/79 | 2,02 m | France      | 5     |
|        | Kevin Oleksiak // Contrat de "pigiste médical" terminé le 14 novembre 2008    | 12/10/86 | 1,93 m | États-Unis  | 2     |
|        | Andrew Lavender // Contrat de "pigiste médical" terminé le 14 novembre 2008   | 06/11/84 | 1,70 m | États-Unis  | 1     |
|        | Dragan Lukovski // Contrat terminé le 15 janvier 2009                         | 21/03/75 | 1,88 m | Serbie      | 1     |

Entraîneur : Olivier Cousin  remplacé le 16 avril 2009 par Éric Girard 
Adjoints : Jérôme Navier  et Jimmy Rela 